# ميهايلو بافيتشفيتش
ميهايلو بافيتشفيتش مواليد 15 مارس 1958 في بار، الجبل الأسود، جمهورية يوغوسلافيا الاشتراكية الاتحادية، هو مدرب كرة سلة مونتينيغري ولاعب سابق. بدأ مسيرته الاحترافية في سنة 1976. اعتزل اللعب في 1989. لعب مع نادي مورنار بار لكرة السلة ونادي بودوشنوست لكرة السلة في الدوري المونتينيغري لكرة السلة.